# شعب حميد (حبيش)
شعب حميد محلة تابعة لقرية الزواني، التابعة لعزلة قحزة بمديرية حبيش إحدى مديريات محافظة إب في الجمهورية اليمنية، بلغ تعداد سكانها 53 حسب تعداد اليمن لعام 2004.